# Südwede
Südwede ist ein Ortsteil der Gemeinde Worpswede im Landkreis Osterholz in Niedersachsen.

## Geschichte
Südwede wurde im Rahmen der Moorkolonisierung des Teufelsmoores im Jahr 1764 gegründet. Im Jahr 1789 wird angegeben, dass der Ort über neun Häuser und eine Hütte verfüge, in denen 65 Einwohner, darunter 42 Kinder, lebten. Bei der Volkszählung im Jahr 1871 wurden in 16 Wohngebäuden 110 Einwohner gezählt. Im Jahr 1910 hatte der Ort 106 Einwohner.